# Resurrection (film 1918)
Resurrection è un film muto del 1918 diretto da Edward José. Una delle numerose versioni cinematografiche del romanzo omonimo di Tolstoj che, negli Stati Uniti, era già stato portato sullo schermo da D.W. Griffith con un film dallo stesso titolo nel 1909. Prodotto dalla Famous Players-Lasky Corporation e distribuito dalla Paramount, aveva come interpreti Pauline Frederick, Robert Elliott e John Sainpolis.

## Trama
Quando rimane incinta del principe Nekludov, Katiuscia viene scacciata dalla casa delle zie del principe, dove la ragazza lavora. Sola e senza aiuti, Katiuscia dopo la morte del piccolo non trova altro lavoro se non quello di prostituta.
Molto tempo dopo, Nekludov assiste come giurato a un processo contro una donna in cui riconosce Katiuscia, la domestica che lui aveva sedotto qualche anno prima. Condannata anche se innocente, Katiuscia deve scontare la sua pena in Siberia. Il principe, pentito, le promette di chiedere grazia allo zar. Nel suo viaggio verso la fredda terra siberiana, Katiuscia si innamora di un compagno di sventura, Simonson. Quando Nekludov la chiede in moglie per riparare ai suoi torti, la donna rifiuta il principe per restare insieme all'uomo che l'ama.

## Produzione
Il film fu prodotto dalla Famous Players-Lasky Corporation e si basa sia sul romanzo di Tolstoj quanto su una sua versione teatrale adattata per il palcoscenico da Henri Bataille: il dramma francese debuttò a Parigi nel 1902. Una sua traduzione in inglese, dovuta a Michael Morton, andò in scena a New York il 17 febbraio 1903.

## Distribuzione
Il copyright del film, richiesto dalla Famous Players-Lasky Corp., fu registrato il 26 aprile 1918 con il numero LP12348.
Distribuito dalla Paramount Pictures e dalla Famous Players-Lasky Corporation, il film uscì nelle sale cinematografiche statunitensi il 19 maggio 1918.
Non si conoscono copie ancora esistenti della pellicola che viene considerata presumibilmente perduta.